# Donje Selo (Šolta)
Donje Selo je selo na otoku Šolti, u Splitsko-dalmatinskoj županiji, na jugu Hrvatske.
Zemljopisni položaj joj je 43° 24' sjeverne zemljopisne širine i 16° 15' 37" istočne zemljopisne dužine.

## Stanovništvo
| broj stanovnika | 404   | 616   | 504   | 649   | 749   | 691   | 801   | 747   | 622   | 628   | 549   | 423   | 291   | 229   | 156   | 159   | 190   |
|                 | 1857. | 1869. | 1880. | 1890. | 1900. | 1910. | 1921. | 1931. | 1948. | 1953. | 1961. | 1971. | 1981. | 1991. | 2001. | 2011. | 2021. |

## Gospodarstvo
Poljodjelstvo i turizam. Da bi se mogli baviti ribarstvom stanovnici Donjeg Sela osnovali su Donju Krušicu da im služi kao ribarska luka. S Donjom Krušicom povezano je asfaltnom cestom dužine 1km.

## Poznate osobe
- Vjekoslav Blaškov, hrv. sindikalni djelatnik i novinar

## Znamenitosti
- Crkva sv. Jelene, zaštićeno kulturno dobro
- Ruralna cjelina Donje Selo, zaštićeno kulturno dobro

## Vanjske poveznice
- Šolta  Arhivirana inačica izvorne stranice od 8. ožujka 2011. (Wayback Machine)